# 蛇目鼹贝
蛇目鼹贝（学名：Talparia argus），又稱百眼宝螺（Cypraea argus），为宝贝科鼹贝属的动物。

## 概述
分布範圍北起日本，向南经菲律宾、印度尼西亚至澳大利亚，东自太平洋的贾维斯岛，向西经太平洋诸岛至印度洋诸岛直达东非沿岸、桑给巴尔、马达加斯加，也見於台湾岛、中国大陆的海南岛、西沙群岛、南沙群岛等地，多栖息于暖水浅海珊瑚礁质的海底以及水深24英尺及更深的海底。

## 图库

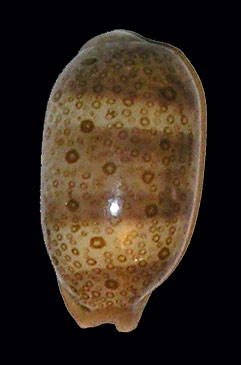
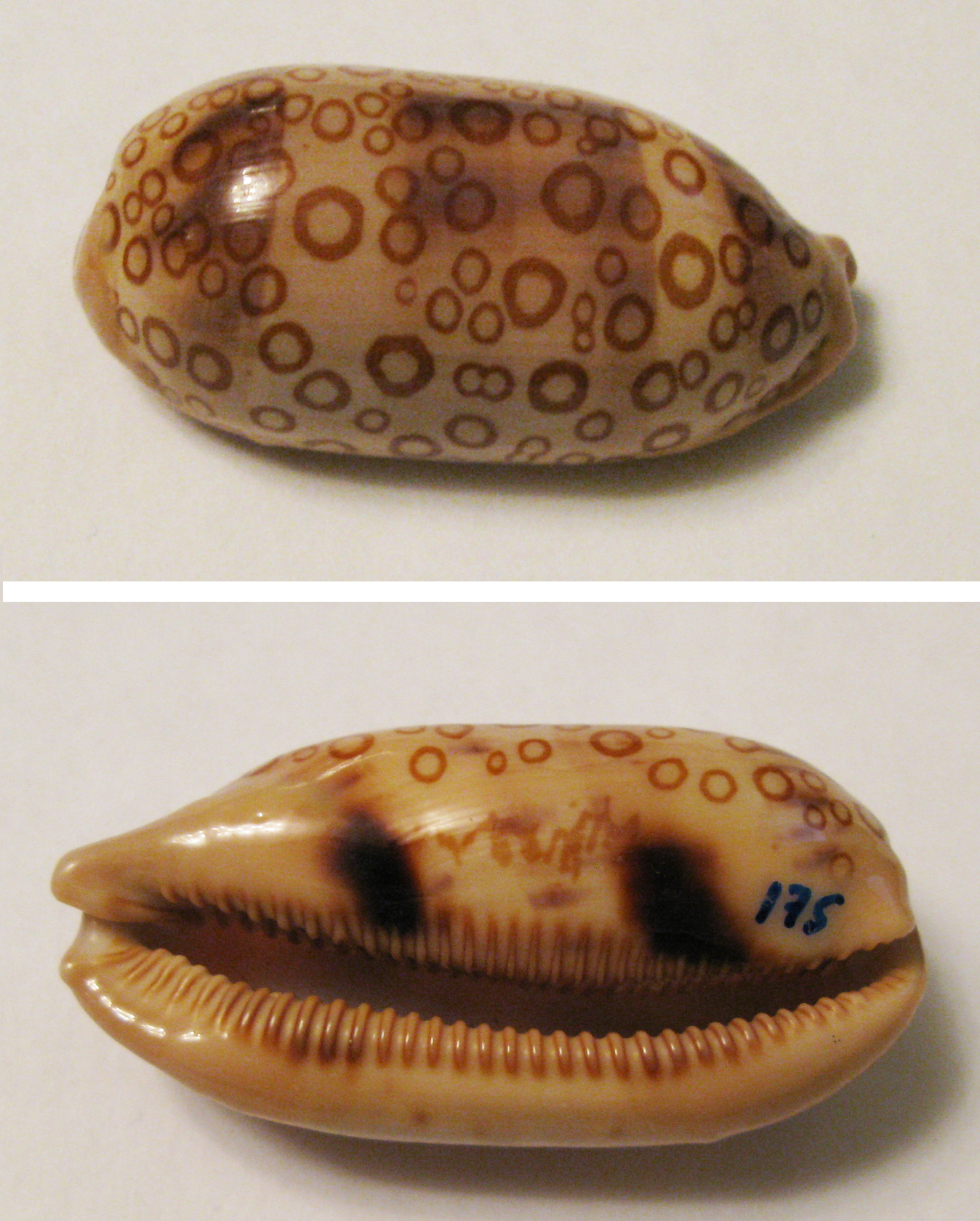
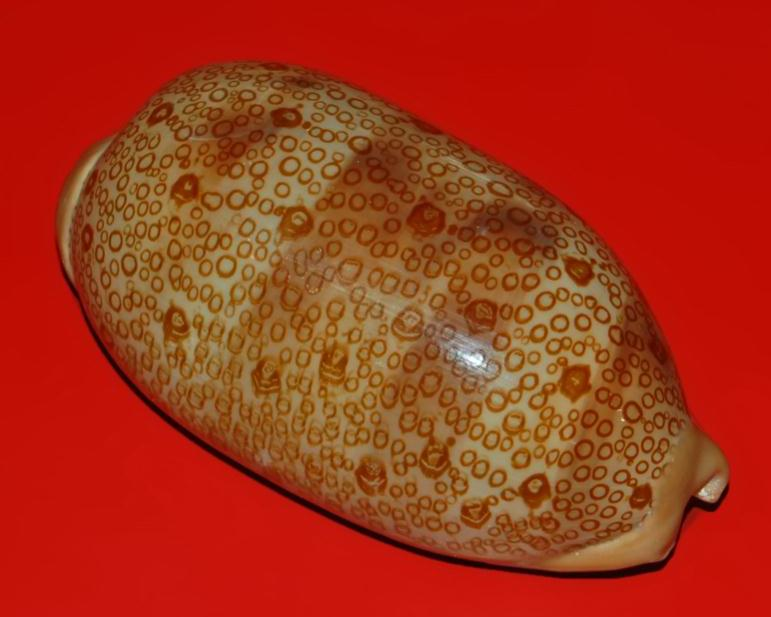
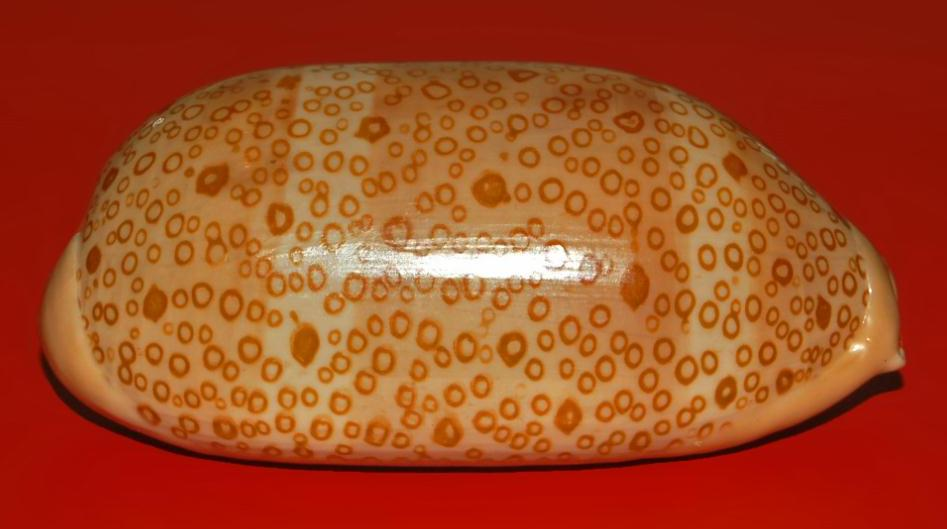
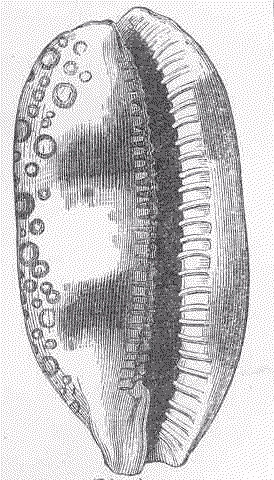